# Det sidste kongerige
Det sidste kongerige (org. titel: The Last Kingdom) er den første bog i serien Saksernes fortælling af Bernard Cornwell. Serien følger krigen imellem Alfred den Store og de danske vikingers kamp.
Bogserien blev filmatiseret og tv-serien The Last Kingdom havde premiere i 2015.
| Bog | Spire Denne artikel om bøger og tidsskrifter er en spire som bør udbygges. Du er velkommen til at hjælpe Wikipedia ved at udvide den. |